# براني (ريح)
البراني هو ريح شمالي شرقي يهب على السواحل التونسية، وهذه التسمية يعتمدها البحارة خاصة، كما أنها معروفة أيضا على السواحل السورية.
|                                                                         | الرياح |
| براني - سموم - شرش - شلوق - شـمّال - شهيلي - عاصفة رملية - الفون - موسمي |        |